# Tersilochus petiolaris
Tersilochus petiolaris là một loài tò vò trong họ Ichneumonidae.